# Jérémy Pied
Jérémy Pied (Grenoble, Isèra (França), 23 de febrer de 1989) és un futbolista professional francès que actualment juga pel Lille OSC.

## Olympique de Lió
El seu debut oficial amb el Lió va ser en la primera jornada de la Ligue 1 de la temporada 2010/11. Va ser contra l'AS Mònaco en un partit que acabà 0-0, va entrar al terreny de joc al minut 76 substituint al seu company Gomis.

El 14 de setembre del 2010 va debutar a la Lliga de Campions contra el Schalke 04, va entrar al terreny de joc en lloc de Michel Bastos.

## OGC Nice
L'estiu del 2012 es va fer oficial el seu traspàs al Nice per uns 3 milions de €, firmà un contracte per quatre anys.

## En Avant de Guingamp
Durant el mercat d'estiu de la temporada 2014-15 es va fer oficial la seva cessió al Guingamp.

## Palmarès
Olympique de Lió
- 1 Copa francesa: 2011-12
- 1 Supercopa francesa: 2012

Lille OSC
- 1 Ligue 1: 2020-21